# Houria Boukrif
Houria Boukrif (ur. 19 marca 1995) – algierska zapaśniczka walcząca w stylu wolnym. Brązowa medalistka mistrzostw Afryki w 2017 i piąta w 2016. Triumfatorka mistrzostw śródziemnomorskich w 2016 roku.